# Poospiza
Genre
Poospiza est un genre de passereaux de la famille des Thraupidae.

## Liste d'espèces
Selon la classification de référence du Congrès ornithologique international (version 14.2, 2024) :
- Poospiza boliviana – Chipiu de Bolivie
- Poospiza ornata – Chipiu cannelle
- Poospiza nigrorufa – Chipiu noiroux
- Poospiza whitii – Chipiu noiron
- Poospiza hispaniolensis – Chipiu à col noir
- Poospiza rubecula – Chipiu rougegorge
- Poospiza baeri – Chipiu de Tucuman
- Poospiza garleppi – Chipiu de Cochabamba
- Poospiza goeringi – Tangara de Goering
- Poospiza rufosuperciliaris – Tangara à sourcils fauves